# 族誅
族誅（ぞくちゅう）または族滅（ぞくめつ）は、前近代における死刑の一つで、封建国家においてクーデターの未遂など王権を脅かす重罪を犯した者に、罪人自身のみならずその一族にも死罪を及ぼさせることである。
中国の史書にもっともよく現れ、東アジア特有のものだと思われがちだが、ローマや中東など地域に限らず世界各地において行われていた。

## 概要
誅とは、本来は皇帝が直接的な正義の行使として行う死刑を指し、律令法においては「大逆不道」の罪を犯した者に対して行使されるとされるが、皇帝の大権として行われる性格が重要視され、必ずしも法律に則っているとは限らないことに注意する必要がある。
『説文解字』では、"誅"を「討つ」ことを意味していると解説している。『孟子』（告子篇・下）には「天子は討ちて伐せず、諸侯は伐して討たず」という言が記されており、趙岐をはじめとする注釈者は討は上位者（皇帝）が下の者（諸侯）を懲罰する行為と解している。鄭玄は『周礼』（天官・大宰）の注釈において「誅は責譲なり」、『礼記』（曲札・上）の注釈において「誅は罰なり」と解釈して、問責・処罰を意味するとしている。
古代より中国では皇帝が正当な賞罰をすることが求められ、舜が「四罪」と呼ばれた罪人を処罰したことで天下が治まったという故事が知られている。また、『荀子』（宥坐篇）には孔子が少正卯を殺害したときに、有徳の上位者が誅殺を行うことを肯定したことを記している。
戦国時代以降の法律整備と秦漢統一帝国の成立によって法律に基づいて死刑が実施されるようになり、皇帝の詔勅を必ずしも必要としなくなるが、皇帝権力の直接的な権力発動である誅殺も賞罰の権限の一部として依然として残されていた。
ただし、その命令が皇帝の正常な判断に基づいて出されるとは限らなかった。特に権力基盤が安定していない皇帝が自己に不都合な家臣に対して誅殺をしたり、権力者や皇帝の寵臣が皇帝の命令と称して政敵を誅殺する可能性があり、長い歴史の中で実際には無実であるにもかかわらずそれらを目的とした誅殺がしばしば行われた。
ただし、特定の一族・血族全体を対象とするのではなく、あくまで特定の重罪人への刑罰の付加刑として行われる。従って、族誅の対象も特定個人との親族関係を元に判断される。（詳細は下記を参照）

## 歴史
古代中国の死生観において、人間は死後魂が黄泉に行き、それを現世から供養する「社稷」が子孫の義務であった。直系子孫のいない人間は近親などから嗣子を受け入れない限り黄泉で永遠に飢え苦しみ、怨恨から現世の人々を祟るとされていた。子孫を絶やされることは人々がもっとも恐れていたことであったと同時に刑罰を下す側にとっての禁忌でもあった。
殷の時代の記録に現れるが、正式に制度的な刑罰として定められたのは戦国時代になってからであり、その後清の末期まで踏襲された。 中国以外では封建制度が栄えた朝鮮、ベトナム、日本でも行われたほか、1930年代にソビエト連邦のスターリン政権による大粛清においても粛清者の家族への連座が度々行われた。
現代においてほとんどの国では廃止されたが、朝鮮民主主義人民共和国では建国以来度々行われている疑いがある。

## 古代中国における「族」
春秋戦国以前の中国は秦を始めとする後世の中央集権的大統一王朝とは性質が異なり、各地は血縁共同体からなる部族制国家で、それらの緩衝と牽制の元に成り立つ連邦国家が殷と周であった。
この時代の血縁組織の単位に「宗」と「族」があり、後世での父系同族集団である「宗族」の意味合いに当たるのが「宗」で、本人とその直系子孫からなる核家族が「族」の本来の意味合いであった。祭祀を営むための教団的な組織でもあり、「族」は「宗」に隷属していた。
『史記』秦本紀に「文公二十年、初めて夷三族の罪有り。」との記述があり、この三族について『史記集解』中で張晏は「父、兄弟及び妻子」と、『周礼』春官宗伯の鄭玄注では「父、子、孫」としている。一方で、『墨子』号令篇に「諸ろ罪有りて死罪より以上なれば、皆父母、妻子、同産に還る。」とあり『漢書』鼂錯伝に「大逆無道なれば、錯まさに腰斬し、父母・妻子・同産も少長なく棄市すべし。」とあり、「族」の意味はやや曖昧になって行ったものの、基本として父以下の直系近親が「三族」として連座の対象とされていた。なおこれには例外もあり、例として始皇帝は燕国を滅ぼした後に、自身への暗殺を企てた荊軻の七族を根絶やしするように命じている。
三族への連座は、法家性格の強い秦において最も盛んに行われ、『後漢書』楊終伝には「秦政酷烈にして、一人罪有らば三族に延及す。」との記述があるように、罪種に関わらず家族単位での懲罰はしばしばあった。漢代になるとそれらの連座刑の大半は廃止されたが、謀反罪による連座死刑だけは残った。
さらに時代を下るにつれ、元々の「祭祀を絶やす」という宗教的な意義も廃れ、未成年者や女性などが死刑の代わりに官奴隷に没される、若しくは流刑に処されるようになった。
『唐律』では、謀反大逆の罪について、「父子にして年十六以上は皆絞す。十五以下および母女、妻妾、祖孫、兄弟、姊妹、若し部曲、資財、田宅あれば並んで官に没す。」
『大明律』においても「祖父子、父子、孫、兄弟及び同居の人にして異姓を分かたず、及び伯叔父兄弟の子にして籍の同異を限らず、十六以上なれば篤疾廃疾を論ぜず皆斬る。 十五以下および母女、妻妾、姊妹、子の妻妾は功臣奴と為し財産は官に没す。」とある。

## 日本
魏志倭人伝において、「重罪（謀反などか）を犯した者の一族は根絶やしにされる」との記述があり、古代日本にも中国大陸と似た死生観信仰があったことを窺わせる。
日本において明確に記録された最初の事例は日本書紀のもので、雄略7年に豪族下道前津屋が謀反を企んで発覚、若武王は物部（もののふ）の兵士30人を派遣し、前津屋とその一族70人を皆殺しにした。
織田信長はその天下統一事業においての最大の敵であった武田信玄が没し、1582年の天目山の戦いで甲斐武田氏を滅亡させるとともに、信玄とその近臣の遺嗣に対する徹底的な残党狩りが命じられ、本能寺の変で信長が死亡するまで継続された。
安土桃山時代〜江戸時代前期において親族への連座は縁座と呼ばれ、主君殺しやお家騒動の首謀者など謀反大逆者に対して適用された。
- 豊臣秀次が切腹した際には、豊臣秀吉の命令で秀次の側室と子女が全員処刑されたほか、江戸時代の慶安の変において首謀者の由井正雪や丸橋忠弥の親族も尽く誅殺された[9]。

- 伊達騒動において、伊達宗勝への暗殺容疑で処刑された伊東重孝の親族も連座により殺され、宗勝派の原田宗輔が刃傷沙汰を起こした死亡した際には報復として原田の一族が族滅された。

- 桑名藩の権臣野村増右衛門は横領をはじめとする重罪によって死罪となり、その処刑の際に2歳から6歳の幼児12名を含む一族44名も連座して打ち首にされた[10]。

- 幕末の天狗党の乱において、鎮圧後に天狗党の指導者武田耕雲斎、田丸稲之衛門らの水戸に残されていた家族が男女の別なく乳幼児や妾に至るまで処刑されたが、明治維新後には逆に耕雲斎の孫の武田金次郎（祖父と共に小浜藩に捕らえられていたが、若年を理由に死刑を免じて同藩に配流処分とされていた）らによって反天狗党側幹部の親族が皆殺しにされた。

なお、蘇我氏や平家などは族滅された例としてしばしば挙げられるが、どちらも女系が赦され血筋を残しているため誤りである。

## 西洋
アッシリア帝国のサルゴン2世時代の碑文において族誅の刑罰の存在が記録されている。アケメネス朝ペルシア帝国でも、王位継承戦争を勝ち抜き即位した第3代王ダレイオス1世は自身に対抗した貴族を処刑する際、その一族をも皆殺しにしたと伝えられている。
古代ギリシャ、ローマでは家庭秩序は厳格な家父長制に基づいており、子女の生命は家父長の隷属物であった。家父長がプロスクリプティオ刑に処され国家の敵に認定された場合、その子女たちも同じように法的権利を剥奪され、殺害されるもしくは奴隷の身分に堕とされることは少なくなかった。例として民衆派のリーダーとしてローマ内戦を引き起こしたことで有名なガイウス・マリウスはその死後、ルキウス・コルネリウス・スッラら閥族派によってその子の小マリウスや甥のマルクス・マリウス・グラティディアヌスら近親係累を悉く惨殺され、その妻の一族であったガイウス・ユリウス・カエサルも危うく処刑されそうになったことが知られている。
帝政ローマのテイベリウス帝の時代において帝位簒奪の疑惑から近衛軍長官ルキウス・アエリウス・セイヤヌスと高位の元老院議員であったその叔父の一族はテイベリウスの命によって皆殺しにされ、セイヤヌスの長女に至っては（ローマでは信仰によって処女の殺害は禁じられていたため）強姦の上絞殺された。

## 近現代において
ソビエト社会主義共和国連邦のヨシフ・スターリンによる大粛清の元において、粛清者の家族に対する連座は頻発していた。ソ連邦元帥であったトゥハチェフスキーが粛清された際にはその妻ニーナと弟の2人は銃殺され、残りの一族も全て強制収容所に移送された。スターリンの元で数々の粛清を主導したニコライ・エジョフも後には失脚し、その甥2人もろとも銃殺刑に処された。
第二次世界大戦中では、ナチスドイツが占領地のレジスタンス運動に対抗するために、レジスタンスもしくはその疑いがある者の親族を見せしめに虐殺した例が散見されている。
朝鮮民主主義人民共和国においては、2013年12月に最高指導者金正恩の後見人とも目されていた、同国のNo.2の高官張成沢が粛清された際にその家族・親族・姻族も幼児に至るまで一人残らず惨殺され、彼の係累は死滅させられたと報道されている。この他にも同国ではこれまでも連座などによる族滅処分が頻発しているのではないかと疑われている。